# Lily Yellow
Lily Yellow ist der Künstlername der Schweizer Sängerin Nina Gutknecht (* 1984 in Bern) sowie der Name ihrer Band.

## Biografie
Nina Gutknecht trat als Zwölfjährige erstmals als Sängerin auf. Sie studierte Querflöte sowie an der Musikhochschule Luzern Jazzgesang. Sie ist Preisträgerin der Friedl Wald Stiftung und unterrichtet Gesang an der Musikschule Aaretal in Münsingen.
Als Interpretin trat sie als Frontfrau der Soulgruppe Gundi und mit der Frauenband X-elle auf. 2008 gründete sie die Band Lily Yellow und veröffentlichte im Februar 2012 deren Debütalbum Yes I Say No. Sie beschreibt den Stil von Lily Yellow als «melancholischer Elektro-Pop, versehen mit einer Portion Trash». Seit 2014 tritt sie auch mit der A-cappella-Band The Sparklettes auf.

## Diskografie
Gutknecht hat an folgenden Alben mitgewirkt:
- Gundi: Eugene (2006)
- Gundi: Live Mühle Hunziken (2007)
- Gundi: Walking On The Line (2009)
- Quetzal: 5:45 (2010, mit Veronika Stalder, Urs Müller, Simon Iten, Lukas Mantel)
- X-elle: You Better Get Up (2010)
- Lily Yellow: Yes I Say No (2012)

Yes I Say No wurde von der Berner Presse positiv aufgenommen. Der Bund lobte den «bestechenden Album-Erstling» als «kühn-keckes, musikalisch beeindruckendes Werk […] das stilistisch nur schwer zu fassen ist». Gemäss der Berner Zeitung «reiben sich Pop-Appeal und Soul-Feeling an dunklem Folk und atmosphärischem Trip-Hop und ergänzen sich doch auf wundersame Weise». Trespass.ch würdigte Lily Yellows Mut, auf «seichte Arrangements» und «süffigen Retrosound» zu verzichten, bemerkte aber, dass der experimentelle Klang und die «geheimnisvoll verzworgelte Melodieführung» den Zugang zum Album erschwere.